# Zaiandè
Lo Zaiandè (italianizzato),  Zāyandé-Rūd o Zāyanderūd (Persiano: زاینده رود, da زاینده [zɑːjændɛ] “apportatore di vita” e رود [rʊːd] “fiume”), chiamato anche Zayandeh-Rood o Zayanderood, è il più largo fiume dell'altopiano iranico nell'Iran centrale.

## Geografia
Lo Zaiandè inizia nel sottostrato di Zard Kuh dei monti Zagros nella provincia di Chaharmahal e Bakhtiari. Scorre per 400 chilometri verso est prima di finire nella palude di Gavkhouni, un lago salato stagionale a sud-est della città di Isfahan.
Lo Zaiandè possiede un rilevante flusso durante tutto l'anno, a differenza di molti dei fiumi dell'Iran che sono stagionali, ma oggi è a secco a causa dell'estrazione dell'acqua prima di raggiungere la città di Esfahan. Nei primi anni del 2010, il corso inferiore del fiume si asciugò completamente dopo diversi anni di secche stagionali.
Il bacino del Fiume Zaiandè ha una superficie di 41.500 chilometri quadrati, da un'altezza di 3.974 metri a 1.466 metri, con precipitazioni medie di pioggia di 130 mm e una temperatura media mensile da 3 °C a 29 °C. Ci sono 2.700 chilometri quadrati di terreno irrigato nel bacino del fiume Zaiandè, con l'acqua derivata dalle nove principali unità idrauliche del fiume, pozzi, qanat e sorgenti nelle valli laterali. L'acqua del fiume ha dato vita al popolo dell'Iran centrale principalmente nelle province di Esfahan e Yazd. Prima dell'essiccazione, l'acqua deviata a persona era di 240 litri al giorno nelle aree urbane e 150 litri al giorno nei villaggi. Nel 1970, il flusso del fiume è stato stimato in 1,2 chilometri cubi all'anno, o 38 metri cubi al secondo.

## Storia
I popoli sono vissuti sulle rive del Fiume Zaiandè per migliaia di anni. Le prime testimonianze della presenza umana lungo il fiume si trovano in una grotta chiamata Qaleh Bozi vicino Dizicheh a Sud-ovest di Isfahan. Più di 40.000 anni fa, gruppi di cacciatori paleolitici (Neanderthal) usarono le grotte di Qaleh Bozi come ricovero stagionale o per le occupazioni temporanee e hanno lasciato i loro utensili in pietra e ossa di animali cacciati. Un'antica cultura preistorica, la cultura del fiume Zaiandè, fiorì lungo le rive nel VI millennio a.C.
Lo Zaiandè attraversa la città di Isfahan, un importante centro culturale ed economico dell'Iran. Nel XVII secolo, Shaikh Bahai (uno studioso autorevole e consulente della dinastia safavide), progettò e costruì un sistema di canali (Maadi), per distribuire l'acqua del fiume alla periferia di Isfahan. L'acqua dello Zaiandè ha aiutato la crescita della popolazione e l'economia, rendendo Isfahan un centro influente, dando anche un paesaggio verde a una città nel mezzo di un deserto.
Il letto del fiume Zaiandè è attraversato da molti storici ponti di epoca safavide, e il fiume scorreva attraverso numerosi parchi.
Arthur Pope (un archeologo americano e storico dell'arte persiana) e sua moglie Phyllis Ackerman sono sepolti in una piccola tomba in un ambiente piacevole. Richard Frye (uno studioso americano di studi iraniani e dell'Asia centrale) ha chiesto di essere sepolto lì.

## Utilizzo dell'acqua e divisione

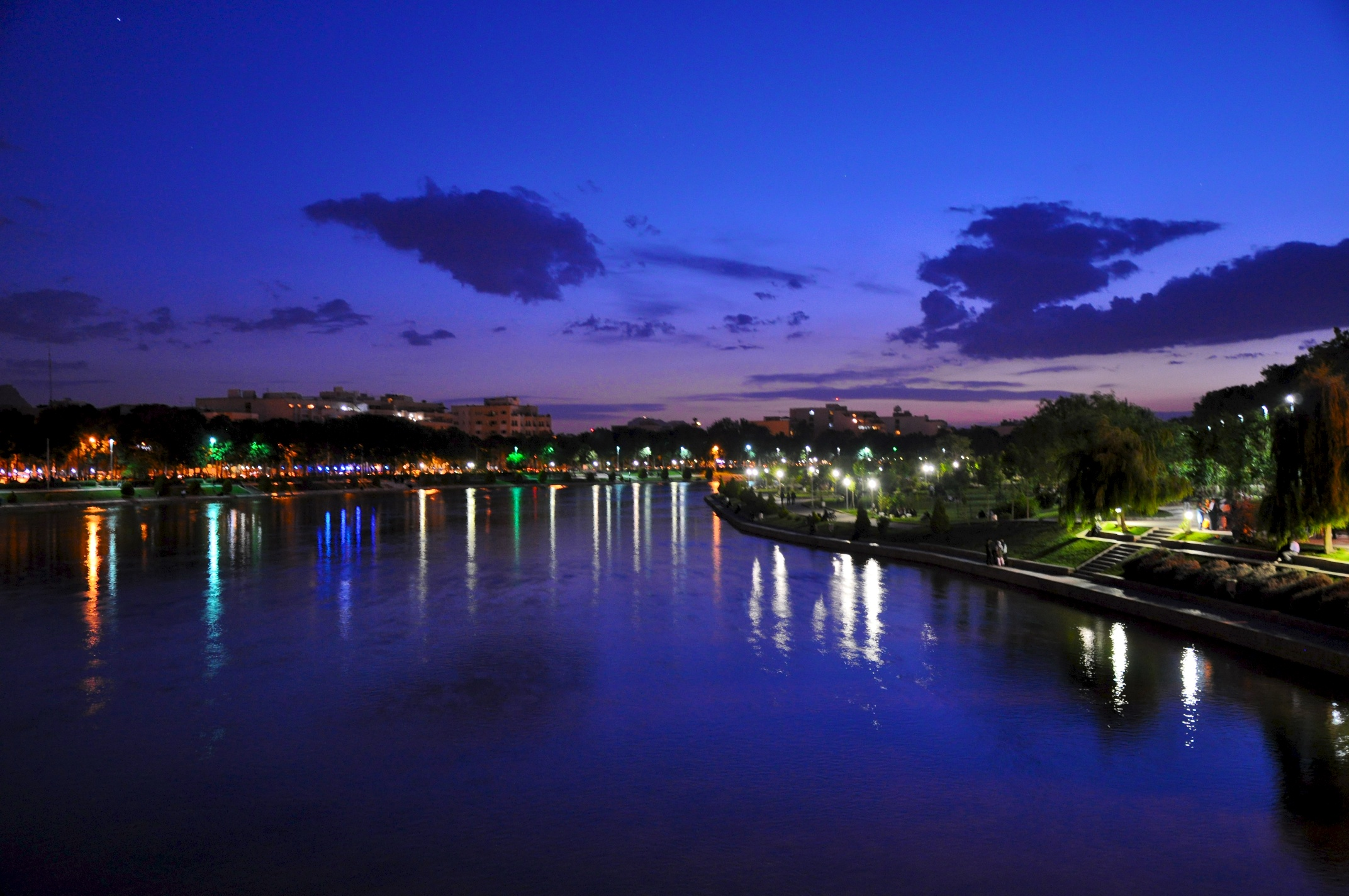
Lo Zaiandè dopo il tramonto

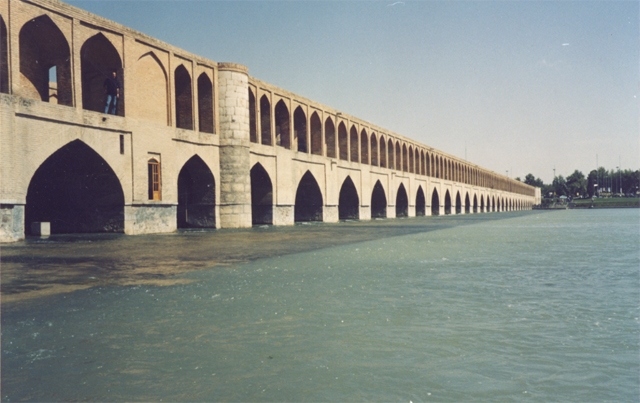
Lo Zaiandè che passa sotto i 33 archi a Isfahan.

Fino al 1960 nella provincia di Isfahan la distribuzione dell'acqua seguiva il Tomar, un documento affermava di risalire al XVI secolo. Il Tomar divide il flusso del fiume Zaiandè in 33 parti che sono state poi esplicitamente attribuite ad otto principali distretti all'interno della regione. A livello distrettuale il flusso di acqua è stato diviso su base temporale, o con l'uso di chiuse variabili, in modo che la proporzione potrebbe essere mantenuta indipendentemente dall'altezza del flusso.
Per secoli Isfahan era stato un insediamento-oasi, noto per le sue terre fertili e la prosperità. Fino al 1960 la domanda industriale di acqua era minima, il che ha permesso che le scarse risorse idriche fossero utilizzate in primo luogo per l'agricoltura. Con una popolazione in crescita all'interno del bacino, e l'aumento del tenore di vita in particolare all'interno della città, la pressione sulle risorse idriche è costantemente aumentata fino a quando la divisione delle acque del Tomar non era più fattibile. La creazione di grandi opere in acciaio e altre nuove industrie richiedeva acqua.
Il progetto della diga Chadegan Reservoir nel 1972 è stato un grande progetto idroelettrico per aiutare a stabilizzare il flusso di acqua e generare elettricità. La diga è stata inizialmente chiamata Shah Abbas Dam dopo Shah Abbas I, il re più influente della dinastia safavide, ma è stato cambiato in Zayandeh Dam dopo la rivoluzione islamica del 1979. Dal 1972 il serbatoio di Chadegan ha contribuito a prevenire le inondazioni stagionali dello Zaiandè. Lo scarico dell'acqua è aumentato durante il Capodanno persiano per permettere al fiume di fluire attraverso Esfahan una volta di più durante il giorno festivo.
L'80% dell'acqua dello Zaiandè estratta viene utilizzata per l'agricoltura, il 10% per il consumo umano (bere e bisogni domestici di una popolazione di 4,5 milioni), il 7% per l'industria (come le imprese siderurgiche Zobahan-e-Esfahan e Foolad Mobarakeh e le raffinerie petrolchimiche di Isfahan, e le centrali elettriche) e il 3% per altri usi. Ci sono stati un certo numero di progetti di tunnel (Koohrang) per reindirizzare l'acqua dal fiume Karun (il più grande fiume iraniano che inizia anch'esso nei Monti Zagros), al Zaiandè. Questi hanno contribuito a fornire acqua per la crescente popolazione e nuove industrie in entrambe le province di Isfahan e Yazd.
Mentre l'essiccazione del corso inferiore del fiume è stata attribuita alla siccità, le ragioni principali sono di origine antropica. La scarsa pianificazione e la politica populista hanno portato ad anni di cattiva gestione e all'abuso che ha portato alle secche stagionali e, infine, ha causato il completo prosciugamento del fiume prima di raggiungere Isfahan.

## Ponti

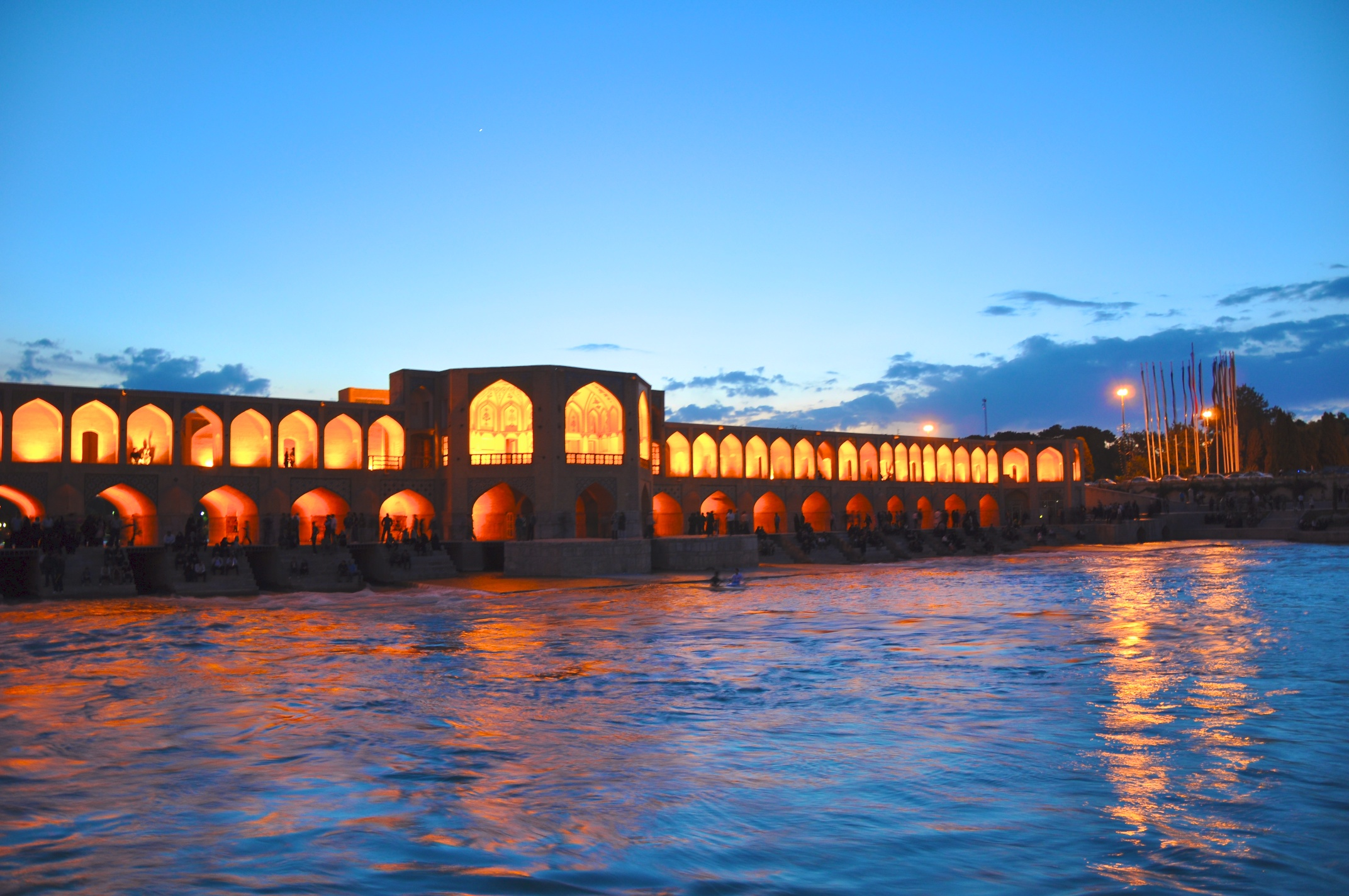
Il ponte Khajou

Ci sono molti ponti (pol) nuovi e vecchi sul fiume Zaiandè. Il più antico, lo Shahrestān, fu costruito nel V secolo d.C., ed è ancora in uso come passaggio pedonale nel villaggio di Sharestan.
Ponti sul fiume Zaiandè di Esfahan:
| - Ponte Marnan costruito nel 1599 (pedonale) - Ponte Vahid costruito nel 1976 - Ponte Vahid II costruito nel 2007 - Ponte Felezi costruito negli anni 50 del 1900 - Ponte Azar costruito nel 1976 - Si-o-se Pol costruito nel 1632 (pedonale) - Ponte Ferdosi costruito negli anni 80 del 1900 | - Ponte Joui costruito nel XVII secolo (pedonale) - Ponte Khaju costruito nel 1650 (pedonale) - Ponte Bozorgmehr costruito negli anni 70 del 1900 - Ponte Ghadir costruito nel 2000 - Ponte Shahrestan costruito nel XI secolo (fondazione prima del V secolo d.C.) (pedonale) |

## Attività ricreative
Nella sezione del fiume che attraversa Esfahan, vi sono ponti, parchi, barche a remi, caffetterie e ristoranti tradizionali tra il resto del ricco patrimonio culturale di Esfahan: sono le principali attrazioni turistiche degli iraniani e dei visitatori internazionali.

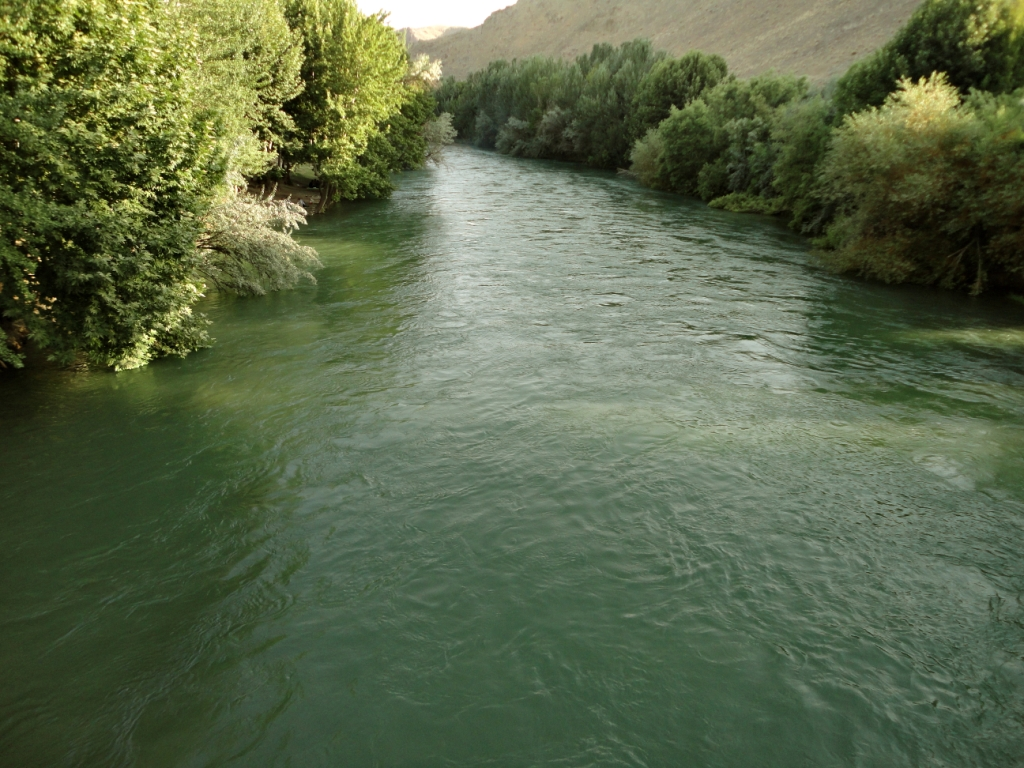
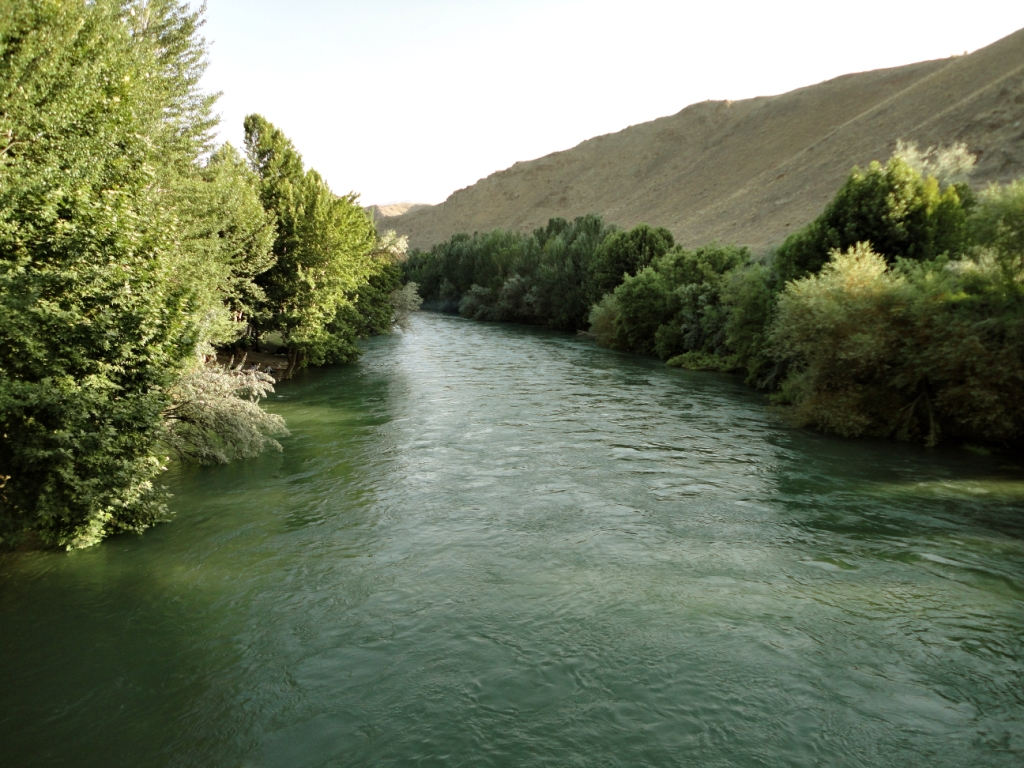
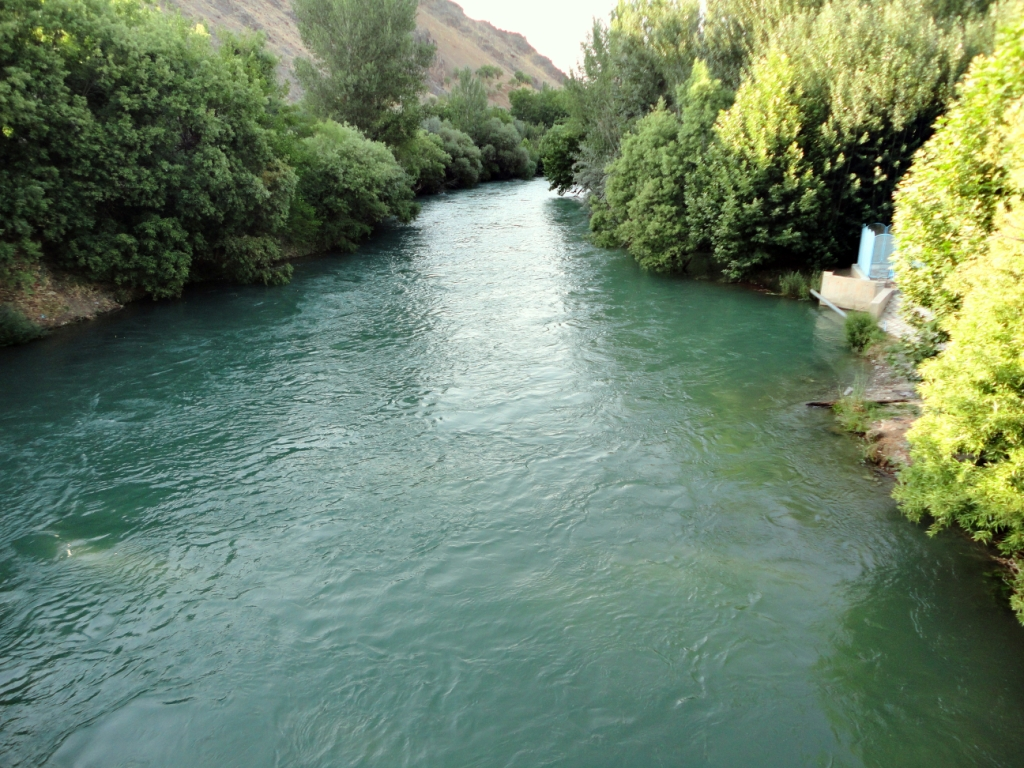